# Nová Ves, Louny
Nová Ves là một làng thuộc huyện Louny, vùng Ústecký, Cộng hòa Séc.